# Agrotis sajana
Agrotis sajana är en fjärilsart som beskrevs av Corti 1932. Agrotis sajana ingår i släktet Agrotis och familjen nattflyn. Inga underarter finns listade i Catalogue of Life.